# Francisco Inácio de Andrade Goulart
Francisco Inácio de Andrade Goulart (Santana do Garambéu, 15 de junho de 1817 — Guarará, 3 de outubro de 1896) foi um proprietário rural brasileiro. Foi agraciado com o título de Barão de Mar de Espanha  em 23 de dezembro de 1887, juntamente com o 2º barão de Catas Altas e o Barão de Rio Pardo. , por decreto da princesa Isabel.

## Biografia
Natural Santana do Garambéu, Francisco era filho do Cap. Manuel Goulart de Andrade e Francisca Inácia Franco. O pai de Francisco nasceu em 30 de junho de 1775 na capela de Santana do Garambéu, e morreu em 5 de junho de 1850 em Rochedo de Minas.
Já pelos idos de 1860 o nome de Francisco figura entre os grandes fazendeiros no distrito do Espírito Santo do Mar de Espanha.
Conforme atesta o historiador Mauro Senra  o título de barão de Mar de Espanha era igualmente aspirado pelo Comendador Simplício José Ferreira da Fonseca que teve suas pretensões frustradas em virtude deste título ser ofertado a Francisco Inácio de Andrade Goulart.  Ele era proprietário de terras no município de Guarará  e em Mar de Espanha. Titular da fazenda "Boa Sorte" naquele município e, reconhecido cafeicultor, recebendo menção honrosa nas exposições de Café em Amsterdam e Nice e na 3ª Exposição do Café do Brasil em 8 de setembro de 1885. 
É questionável todavia a sua relevância à testa do título honorífico que ostentava uma vez que não existem relatos históricos que contribuam para a sua boa memória e que nenhum registro de importância grafou a história;  e até porque pairam dúvidas sobre a legitimidade do título a ele conferido, como atesta o editorialista de o "Diário da Manhã", imputando essa responsabilidade ao bispo do Grão-Pará Dom Antônio de Macedo Costa, que contava com as boas graças da Princesa Isabel e ao Comendador Nuno Telmo da Silva Mello, companheiro deste último,  que auferiam títulos às expensas de suas próprias necessidades e até porque, por motivo não muito claro, o referido Barão teve seu título em vias de ser cassado,   se não o foi de fato como atesta o mesmo editorialista de o "Diário da Manhã" que assim diz: "... teve o título cassado em virtude da representação coletiva do povo, porque tendo ele sido nomeado - Barão de Mar de Espanha, - alegou-se que a essa cidade o novo fidalgo só havia ido duas vezes, assim mesmo para fazer parte do tribunal do juri, como... réu."  e, corroborando com estas informações, o historiador Hélio Viana diz que, o Barão o "...teve anulado o título por averiguar-se a sua participação no assassinato de um escravo." 

## Genealogia
Francisco foi casado com Ana Rita Carolina Tostes, nascida em Santa Rita de Ibitipoca, em 1822 e falecida no Espírito Santo de Mar de Espanha, filha do Capitão João Tostes e Francisca Teodora de Almeida. O Casal teve 8 filhos:
1. Maria do Carmo de Andrade (?-1876). Casada com João Evangelista de Almeida (1848-?) - filho de João Evangelista de Almeida e Maria Inácia de Andrade. O casal foi pai de Maria Ana de Almeida (nascida por volta de 1870-m.?), casada com Horácio Corrêa de Avelar em 3 de janeiro de 1891 no Espírito Santo do Mar de Espanha;
2. Ana Ricardina de Andrade;
3. Teresa Cristina de Andrade;
4. Honório José de Andrade Goulart;
5. Cândida Ernestina Firmiana de Andrade;
6. Maria José Ernestina de Andrade;
7. Mariana Esperaldina de Andrade;
8. Emília Adelaide de Andrade.